# Россия (скульптура)
«Россия» — чугунная скульптура Н. А. Лаверецкого, образец каслинского литья. Модель была создана для Нижегородской выставки 1896 года, в 1899 году была создана отливка, которая в 1900 году выставлялась на Всемирной выставке в Париже совместно с Каслинским павильоном. C 1986 года хранится в коллекции ЕМИИ в Екатеринбурге.

## История
Модель скульптуры была создана Н. А. Лаверецким в 1896 году для Нижегородской выставки 1896 года. В 1899 году на Каслинском заводе по авторской модели была изготовлена отливка для Всемирной выставки в Париже, где скульптура стояла перед Каслинским павильоном, дополняя общую композицию.
В Париже павильон получил гран-при выставки и Большую золотую медаль выставки в классе «Приготовление металлических изделий» в отделе горного дела и металлургии. Президент Франции Эмиль Лубе по итогам выставки захотел приобрести павильон со всеми экспонатами, включая скульптуру «Россия», за 2 млн рублей. П. М. Карпинский, возглавлявший делегацию Кыштымского горного округа, согласился на условия покупателей, но отказался продать символизировавшую русскую державу скульптуру, заявив, что «„Россия“ не продаётся!». В итоге сделка не состоялась. После выставки павильон был разобран и вместе с другими экспонатами отправлен в Касли, где литьё пролежало до 1930-х годов.
В 1950-х годах началось восстановление и музеефикация павильона. В 1958 году скульптура «Россия» была отреставрирована, заново были отлиты меч, корона, скипетр и держава. Также был отлит новый постамент. Модели снимались с копии, хранившейся в Златоустовском краеведческом музее. 3 мая 1958 года в Свердловской картинной галерее состоялось открытие восстановленного каслинского чугунного павильона, рядом с которым, как и на выставке в Париже, стояла «Россия». В 1986 году экспозицию переместили в новое здание по адресу пер. Воеводина, 5.

## Описание
Скульптурная композиция высотой 97,5 см состоит из 15 деталей и изображает молодую женщину-воительницу с длинными волосами, облачённую в кольчугу и шлем и держащую в правой руке меч, в левой — щит, укрывающий прикрывает корону, скипетр и державу. На груди женщины — восьмиконечный крест. Фигура, установленная на восьмиугольном постаменте, аллегорически олицетворяет Россию и выполнена в традициях русской академической скульптуры. В отливке детально переданы тонкая узорчатая вязь кольчуги, складки ткани.
На угловых гранях постамента расположены рельефы рыб, скрещённых молотков и гербов Пермской и Нижегородской губерний. В центре лицевой стороны постамента под двуглавым орлом расположена надпись «Боже, Царя храни!», на тыльной стороне в несколько строк: «Н. Лаверецкий», «Кыштымские горный заводы наследников Расторгуева 1896 г.».
Уральский искусствовед Б. В. Павловский указывал на отвлечённый, лишённый внутренней жизни образ женщины. Тем не менее, по мнению Павловского, скульптура удачно дополняет композицию павильона, обогащая его идейно-художественное содержание.

## Копии
В разные периоды создавались копии скульптуры Лаверецкого.
- В 1994 году кабинетная копия «России» высотой около 30 см была приобретена первым Президентом Российской Федерации Б. Н. Ельциным[9].
- Копия высотой около 2 метров установлена в Екатерининском зале Сенатского дворца в Кремле[9].
- Копия статуи украшает холл Челябинского железнодорожного вокзала в фонтане.
- Скульптура «Россия» экспонируется в Челябинском государственном музее изобразительных искусств.
- Реплика статуи стоит в рабочем кабинете губернатора Свердловской области в Екатеринбурге[14].
- Трёхметровая скульптура «России» в 2013 году установлена на площади села Частоозерье в Курганской области[15].
- Копия статуи стоит в Константиновской батарее Севастополя[16].